# マヌチャル・クヴィルクヴェリア
マヌチャル・クヴィルクヴェリア（მანუჩარ კვირკველია、Manuchar Kvirkvelia、1978年10月12日 - ）は、ジョージア（旧称グルジア）のレスリング選手、政治家。2008年北京オリンピックレスリンググレコローマンスタイル74kg級の金メダリストである。グリア地方のオズルゲティ出身。
2020年に統一国民運動が率いる野党連合所属の国会議員に当選した。

## 実績
- オリンピック
  - 2008年北京オリンピック　金メダル
- 世界選手権
  - 優勝　2003年
  - 3位　2002、2006年
- ヨーロッパ選手権
  - 優勝　2007年
  - 2位　2002年
  - 3位　2006年